# Ole Meine
Ole Meine (* 28. Juni 1970) ist ein ehemaliger deutscher American-Football-Spieler.

## Laufbahn
Er spielte bei der Mannschaft „Rubberducks“ in Hamburg-Harburg (später Hamburg Hornets), ehe er mit den Hamburg Blue Devils in der Football-Bundesliga antrat. Der 1,91 Meter große Meine, ehemaliger Student an der Fachhochschule Bergedorf, ausgebildeter Koch und diplomierter Ernährungswissenschaftler, wurde auf der Position Defensive End eingesetzt. Er gewann mit den Teufeln 1993 die europäische Spielrunde „Schweppes Cool Masters“, 1996 die deutsche Meisterschaft sowie 1996, 1997 und 1998 den Eurobowl. Meine, der Kapitän der Mannschaft war, spielte bis 1999 für die Hamburger. Des Weiteren wurde er in der deutschen Nationalmannschaft eingesetzt, mit der er 1993 Dritter und 2000 Zweiter der Europameisterschaft wurde.
1998 und 1999 spielte er zudem bei Rhein Fire in der NFL Europe und gewann mit der Düsseldorfer Mannschaft 1998 den World Bowl.